# Дзјатлава
Дзјатлава или Дјатлово (блр. Дзятлава; рус. Дятлово; пољ. Zdzięcioł) град је у западном делу Републике Белорусије. Административни је центар Дзјатлавског рејона Гродњенске области.
Према подацима пописа из 2009. у граду је живело 7.853 становника.

## Географија
Дзјатлава је смештена у централном делу истоименог рејона Гродњенске области, односно на западу Републике Белорусије. Налази се на око 107 км југоисточно од административног центра области града Гродна, односно на око 50 км јужно од града Лиде и на око 50 км северно од града Слонима.

## Историја
Дзјатлава се у писаним документима први пут помиње 1498. када је као феуд предата на управу тадашњем литванском генералу Константину Острогском који је на том месту подигао дрвено утврђење које је назвао Здзецела. Током XVII века насеље и околина долазе под управу кнеза Лава Сапеге који је 1645. на централном тргу саградио римокатоличку цркву посвећену Вазнесењу Дјевице Марије. Црква је реновирана након великог пожара 1743. и најстарији је објекат у граду који и данас постоји.
У јануару 1708, а у време Великог северног рата између Русије и Шведске, у Дзјатлави је недељу дана боравио тадашњи руски цар Петар Велики са главнином руске војске. Током XVIII века насеље долази у посед пољског магната Станислава Солтaна који је ту изградио раскошну резиденцију у барокном стилу 1751. године.
Све до Другог светског рата Дзјатлава (тада Здзецел) била је саставни део Друге Пољске Републике и била је седиште округа у Навагрудском војводству. Основу популације чинили су пољски Јевреји. Након инвазије СССР на источну Пољску у септембру 1939. Дзјатлава долази под совјетску власт која се ту задржала до јуна 1941. када је окупирана од стране Немачке.
Нацистичке власти су 22. фебруара 1942. у граду формирале гето у који су затворени готово сви дзјатлавски Јевреји и антифашисти. Током Холокауста у овом гетоу је побијено око 1.500 Јевреја.
Дзјатлава има административни статус града од 1990. године.

## Демографија
Према подацима пописа становништва из 2009. у граду је живело 7.853 становника.
| 1959. | 1970. | 1979. | 1989. | 2009. |
| ----- | ----- | ----- | ----- | ----- |
| 2.678 | 4.273 | 5.454 | 7.598 | 7.853 |